# بایو دول
بایو دول (به صربی: Baljev Dol) یک روستا در صربستان است که در دیمیتروگراد واقع شده‌است. بایو دول ۸ نفر جمعیت دارد.